# Кошек-батира
Коше́к-бати́ра (каз. Көшек батыр а.) — село у складі Таласького району Жамбильської області Казахстану. Входить до складу Кенеського сільського округу.
У радянські часи спочатку існувало два населених пункти — Ферма 2-а совхоза Кенес та Ферма 3-я совхоза Кенес, які після об'єднання отримали назву Кизилжар.
Населення — 395 осіб (2021; 617 у 2009, 622 у 1999, 223 у 1989).